# Satellite of Love
«Satellite of Love» (с англ. — «Спутник любви») — песня Лу Рида. Она стала вторым синглом с его альбома 1972 года Transformer. Во время её выхода не пользовалась большим успехом в чартах, хотя позже песня стала ключевой на его концертах и сборниках.

## История и запись
«Satellite of Love» была написана в 1970 году, в то время Рид всё ещё был членом the Velvet Underground. Участник группы Дуглас Юл в интервью 2005 года говорил, что Рид впервые упоминал ему о песне летом 1970 года, когда они ехали на заднем сидении лимузина вместе со Стивом Сесником: «Стив говорил что-то про то как нам нужно попасть в ротацию и Лу сказал: У меня есть песня „Satellite of Love“ и он упомянул спутник, который часто мелькал в новостях в то время, и так как космическая гонка только началась, то Стив Сесник сказал: ’’О да, давайте сделаем это!’’». Несмотря на то, что группа записала демоверсию песни летом 1970 года во время сессий для альбома Loaded, она не вошла в финальную версию альбома.
Песня о человеке, который наблюдает за запуском спутника по телевизору и осмысляет то, что Лу Рид позже описал как «худшее чувство ревности» по отношению к своей неверной подруге.
Дэвид Боуи, который выступил продюсером альбома вместе с Миком Ронсоном, исполнил партию бэк-вокал, которую можно отчётливо услышать в финальной части песни. Лу Рид позже писал: «У него изумительное чувство музыки, это ставит его на голову выше всего рок-н-ролла. У большинства людей не получается исполнять его песни. Он реально может подняться до высокой ноты. Возьмите, например, «Satellite of Love», с моего альбома Transformer. Там есть момент в самом конце песни, где его голос поднимается по всем нотам вверх. Это невероятно».
О существовании оригинальной версии песни группы Velvet Underground ничего не было известно до её релиза на сете Peel Slowly and See в 1995. Она также появилась на Rhino Records 2-CD версии альбома Loaded в 1997 году.
Упоминая оригинальные слова, Рид сказал: «Боже. Лучшее осталось забыто. На самом деле я не хотел использовать настоящие имена в то время. Я хотел быть уверенным, что я не использую имена, которые что-то значат для меня».

## Участник записи
- Лу Рид — гитара, вокал
- Дэвид Боуи и the Thunderthighs[англ.] — бэк-вокал
- Тревор Болдер — труба
- Херби Флауэрс — туба
- Мик Ронсон — пианино, запись
- Клаус Форман — бас-гитара
- Джон Хэлси — ударные

## Чарты
| Чарт (2014)                    | Позиция |
| ------------------------------ | ------- |
| US Billboard Hot Singles Sales | 1       |